# トラウアック
トラウアック（トラウアク、トラワックとも。スペイン語: Tláhuac）はメキシコシティを構成する16の管轄区域のひとつで、東南部に位置する。現在も田園地帯が多く残っているが、都市化の最中にあり、1960年代以来メキシコシティで人口増加率がもっとも高くなっている。都市化は主に北西部といくつかの大きな地区で起きた。南部と東部は今もかなりの農村地帯が保存されている。土地の大部分はかつてチャルコ湖とソチミルコ湖が分岐する部分の湖底であり、サンペドロ・トラウアックは湖中の島だった。今でも湖の一部と4本の主要な運河が残されている。都市化の影響で深刻な交通問題が引きおこされている。2012年にメキシコシティ地下鉄の12号線が開通し、トラウアック駅がその終点になった。

## 地理

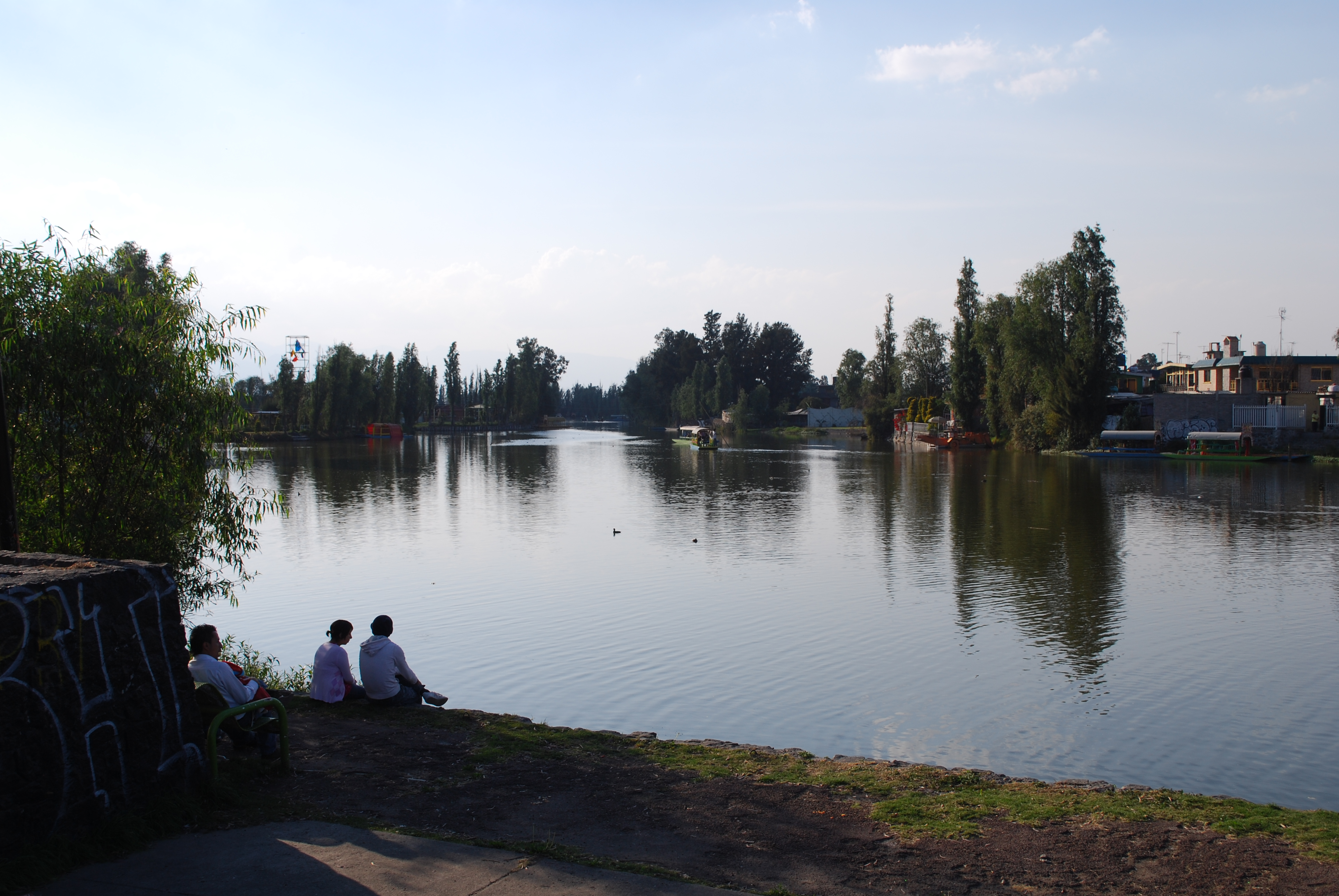
ラゴ・デ・レイェス・アステカス

トラウアックはメキシコシティの南東部に位置し、歴史的中心からは60キロメートルほど離れている。イスタパラパ、ミルパ・アルタ、ソチミルコに接し、またメヒコ州バジェ・デ・チャルコと境をなす。面積は85.34平方キロメートルである。かつてのチャルコ湖とソチミルコ湖が分岐する所に位置しているが、スペイン人による征服以来、湖の大部分は干拓された。トラウアックの土地はかつての湖底だった平坦な土地、火成岩からなる丘、およびその中間の3種類に分けられる。北部のサンタカタリナ山地は小さな火山性の山地で、標高が2,800メートルあり、重要な帯水層であるとともにスプロール現象がイスタパラパからやってくるのを妨げる働きをしている。南端のテウトリ火山は標高が2,700メートルある。
土壌からの鉱物成分が多く、自然に流出する川がないため、現在の湖はいずれも汽水湖である。ラゴ・デ・レイェス・アステカス（アステカ王たちの湖）は1.9ヘクタールの広さを持ち、多数の運河やチナンパを結びつけている。ソチミルコのように多くのボートやレストランがあるわけではないが、自然の島や植物、今も穀物や野菜を生産しているチナンパを見ることができる。湿地(Los Humedales)はかつてのチャルコ湖の名残りで、乾季か雨季かによって400-800ヘクタールの大きさを持つ環境保護地区である。メキシコ盆地に残されたわずかな湿地のひとつで、多数の渡り鳥がやってくるほか、ホリネズミ、スカンク、リス、ヘビ、コウモリなどが住む。
主要な問題はスプロール現象と環境問題である。トラウアックは都市化されたイスタパラパと辺地のミルパ・アルタの中間に位置し、農地から都市への変貌の途上にある。33.5%は都市化したが、66.5%は環境が保存されており、その多くは農地、残りは水面である。
トラウアックの森(Bosque de Tláhuac)はかつてのごみ捨て場を転換して2007年に開園した公園で、72ヘクタールを越える土地と人工の湖、多数の施設がある。
都市化にともなって交通渋滞が大きな問題になり、駐車場の不足は深刻である。大気汚染の多くはトラウアック通りに由来する。運河と湖の水にもゴミと外来種のスイレンの侵略による汚染が見られる。

## 人口
20世紀後半に人口と世帯数は急速に増大した。国勢調査によると1960年に人口は29,880人だったが、1980年に146,293人、1995年に255,891人、2010年に361,014人の住民がいる。1960-1970年代の人口増加率は7%を越えていた。その後4.5%にまで落ちたが、今もメキシコシティでもっとも人口の増加率が高い。主な要因はほかの地域よりも土地が安いことである。トラウアックの人口密度は1ヘクタールあたり90人で、メキシコシティの平均である128人よりかなり少ない。しかし北西部では200人を越える場所もある。
6-7万世帯が93の非合法な集落に住んでいる。その一部は保護地区内にあるが、大部分は住宅地のサービス、たとえば水道などの供給が許されていない場所にある。人口の80-90%には基本的サービスがいきわたっているものの、辺地および新しくてまだ安定していない地域では基本的サービスや交通・道路が存在しない。
人口の70%は30歳未満だが、この割合は下がりつつある。

## 文化

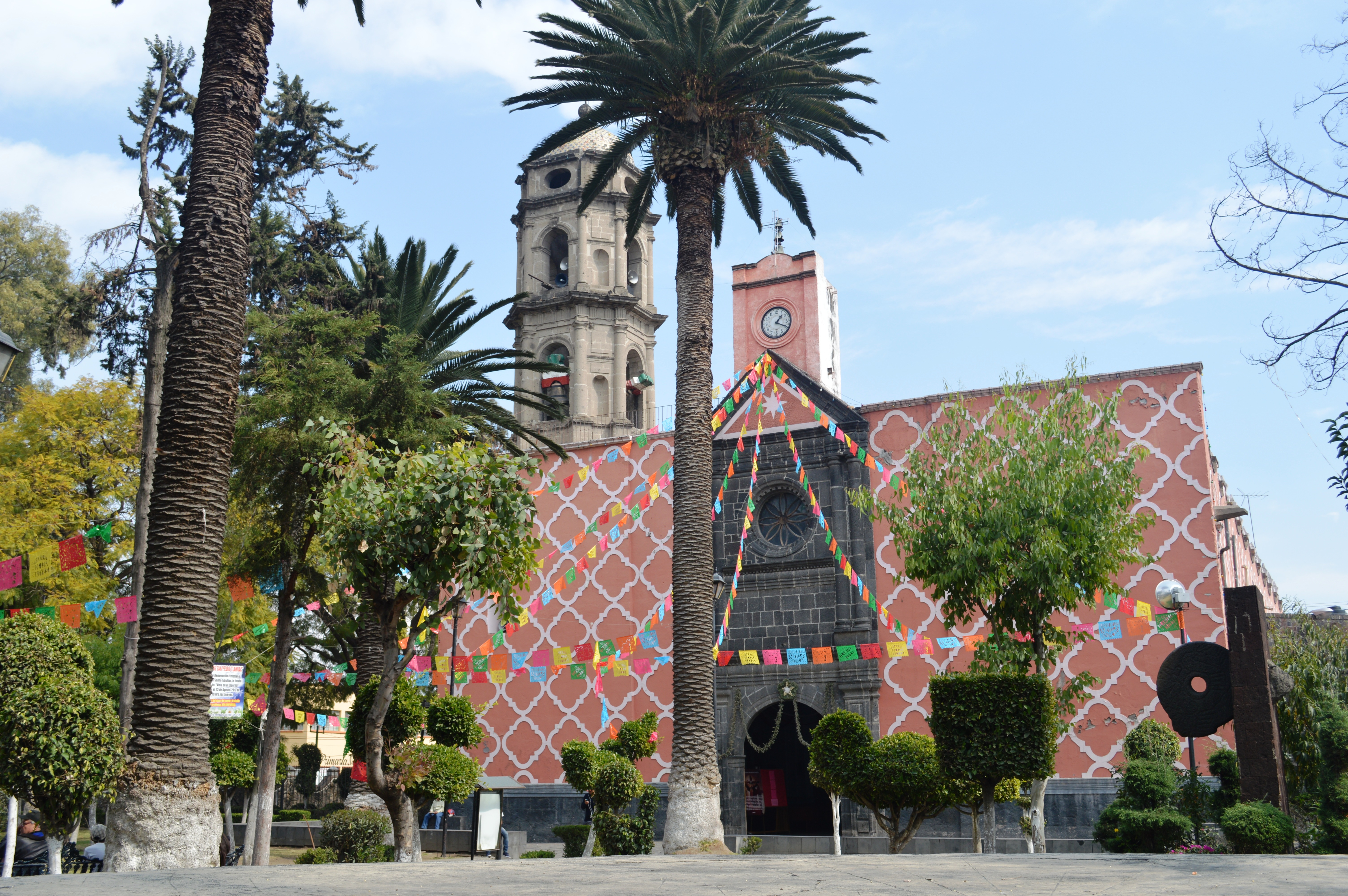
サンペドロ・トラウアックの教会

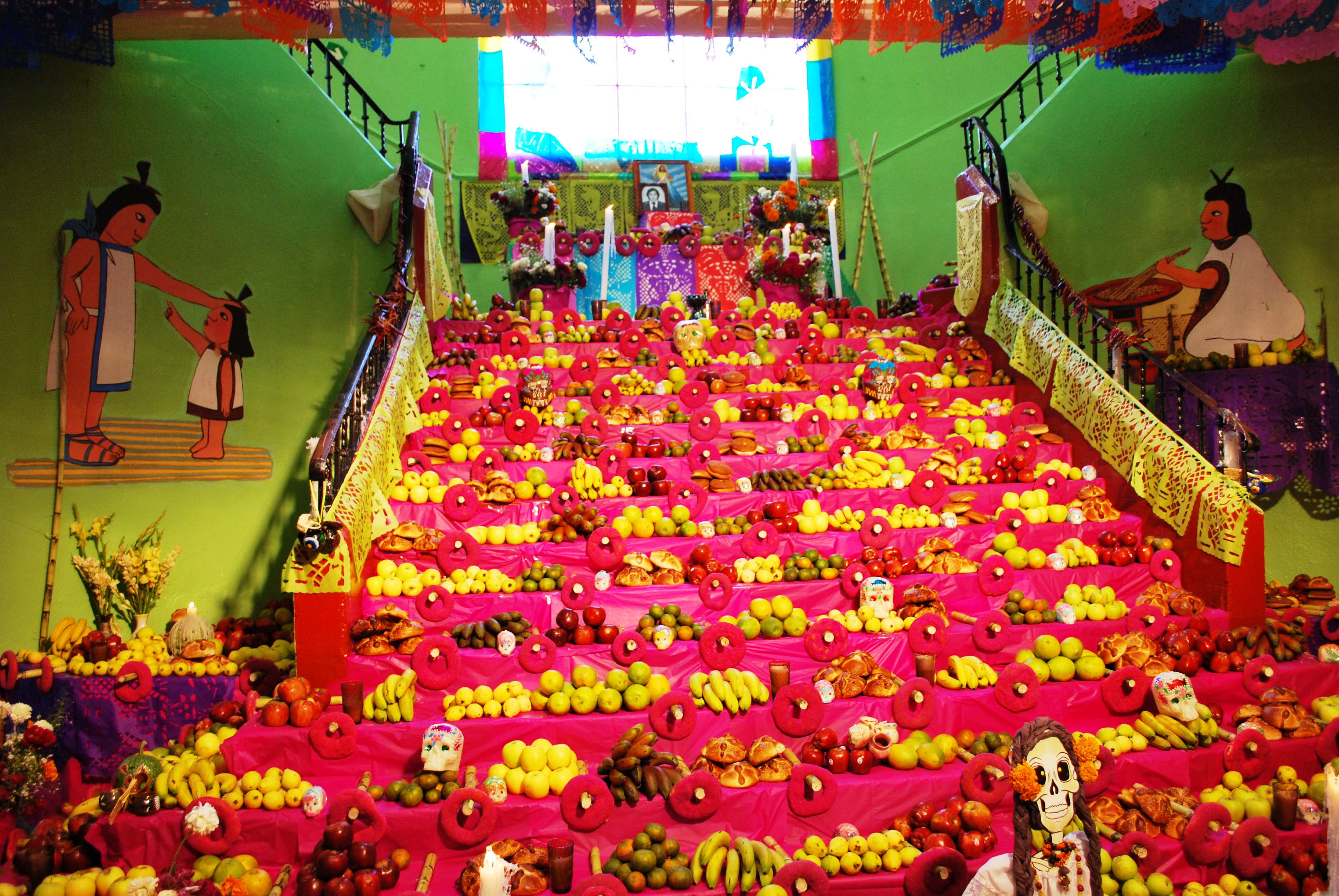
サンアンドレス・ミスキックの死者の日の供え物

文化的にもっとも重要なコミュニティは、スペイン人の到来以前に成立した以下の7つの本来の町(Siete Pueblos Originarios de Tláhuac)である。
- サンティアゴ・サポティトラン
- サンフランシスコ・トラルテンコ
- サンタクラリナ・イェチュイソトル
- サンニコラス・テテルコ
- サンフアン・イスタヨパン
- サンアンドレス・ミスキック
- サンペドロ・トラウアック

これらはチャルコ湖とソチミルコ湖の岸に位置している。今日これらのコミュニティはトラウアックでもっとも古い教会がある。INAHおよびトラウアックによって重要な文化遺産とされるものにはほかに各地のチナンパとパルケ・デ・ロス・オリボス（オリーブの公園）がある。
イベントとしては死者の日が各地で祝われるが、とくにサンアンドレス・ミスキックのものが有名であり、メキシコおよび国外から数千人の観客を集める。

## 歴史
トラウアックの町はチャルコ湖とソチミルコ湖が交わる部分にある小さな島の上に、チチメカによって1222年に築かれ、湖の外側とは2つの堤道で結ばれていた。14世紀にテパネカに征服され、しばらく後にアステカの支配下にはいった。最初はアスカポツァルコに、ついでテノチティトランに貢納を行った。しばしば洪水に遭ったが、チナンパ農業によってトウモロコシ、豆、トウガラシ、トマト、カボチャ、花などの豊かな生産を行っていた。1499年の大洪水の後、堤防の建設によって2つの湖が分けられた。
トラウアックはスペイン植民地時代にも農地でありつづけた。湖の干拓は1555年に始まった。19世紀にいたるまで交通は湖および運河の上の小船による水上交通が主で、人々だけでなく荷物とくにメキシコシティ向けの農産物も運んだ。
メキシコ独立革命の後、トラウアックはメヒコ州の一部になった。1854年にメキシコシティ連邦区が拡大し、1857年に当時ソチミルコ県に属していたトラウアックはその一部になった。19世紀後半にメキシコシティとチャルコ間を結ぶ蒸気船が通るようになった。メキシコ革命ではサンフアン・イスタヨパンでエミリアーノ・サパタとベヌスティアーノ・カランサが戦った。戦闘の後にトラウアックの人々は自治を望み、1924年にソチミルコから分離してムニシピオとなった。1928年に連邦区が再構成され、現在のトラウアック区が成立した。しかしいくつかのエヒドコミュニティでメヒコ州との境界についての争いがあり、区の境界は1994年になるまで定まらなかった。
20世紀なかばにメキシコシティからのスプロール現象によって、とくにイスタパラパに近い地域で農地が宅地に変化した。